# Bolschoje Saretschnoje
Bolschoje Saretschnoje (russisch Большое Заречное, deutsch Drusken) ist ein verlassener Ort im Rajon Nesterow der russischen Oblast Kaliningrad.
Die Ortsstelle befindet sich an der Regionalstraße 27A-059 (ex R510) drei Kilometer nördlich der Rajonstadt Nesterow (Stallupönen/Ebenrode) an dem kleinen Fluss Tumannaja (dt. Rauschwe).

## Geschichte
Der Ort wurde seit Mitte des 16. Jahrhunderts erwähnt. Um 1780 war Drusken ein meliertes Dorf mit 13 Feuerstellen. Es gab dort auch zwei Windmühlen. 1874 wurde Drusken, das neben einer Landgemeinde auch aus einem Gutsbezirk bestand, namensgebend für einen neu gebildeten Amtsbezirk im Kreis Stallupönen. 1928 wurde der Gutsbezirk an die Landgemeinde angeschlossen.
Im Oktober 1944 wurde der Ort von der Roten Armee besetzt und kam in der Folge mit dem nördlichen Ostpreußen zur Sowjetunion. 1950 erhielt er den russischen Namen Bolschoje Saretschnoje und wurde dem Prigorodny selski Sowet im Rajon Nesterow zugeordnet. Bolschoje Saretschnoje wurde vor 1975 aus dem Ortsregister gestrichen.

### Einwohnerentwicklung
| Jahr | Einwohner | Bemerkungen                                |
| ---- | --------- | ------------------------------------------ |
| 1867 | 237       | in der Landgemeinde 148, im Gutsbezirk 89  |
| 1871 | 207       | in der Landgemeinde 123, im Gutsbezirk 84  |
| 1885 | 266       | in der Landgemeinde 150, im Gutsbezirk 116 |
| 1905 | 199       | in der Landgemeinde 111, im Gutsbezirk 88  |
| 1910 | 198       | in der Landgemeinde 116, im Gutsbezirk 82  |
| 1933 | 189       |                                            |
| 1939 | 198       |                                            |

### Amtsbezirk Drusken 1874–1945
Der Amtsbezirk Drusken wurde 1874 im Kreis Stallupönen eingerichtet. Er bestand zunächst aus 18 Landgemeinden (LG) und zwei Gutsbezirken (GB).
| Name                    | Änderungsname von 1938 | Russischer Name nach 1945 | Bemerkungen                                                |
| ----------------------- | ---------------------- | ------------------------- | ---------------------------------------------------------- |
| Bareischkehmen (LG)     | Baringen               | Perwomaiskoje             |                                                            |
| Doblendszen (LG)        | Parkhof                |                           | 1936 bis 1938: Doblendschen                                |
| Drusken (LG)            |                        | Bolschoje Saretschnoje    |                                                            |
| Drusken (GB)            |                        |                           | 1928 zur LG Drusken                                        |
| Enskehmen (LG)          | Rauschendorf (Ostpr.)  |                           |                                                            |
| Kerrin (GB)             | Stubbenhof             |                           | 1928 zur LG Enskehmen                                      |
| Kischen (LG)            | Krähenwalde            |                           |                                                            |
| Klein Degesen (LG)      | Kleinlucken            | Wysselki                  | 1937 zur LG Lucken                                         |
| Klein Wannagupchen (LG) |                        |                           | kam 1906 zum GB Amalienhof im Amtsbezirk Groß Wannagupchen |
| Kögsten (LG)            |                        |                           |                                                            |
| Leibgarten (LG)         |                        | Pobednoje                 | 1938 zur LG Baringen (ex Bareischkehmen)                   |
| Lucken (LG)             |                        |                           |                                                            |
| Lukoschen (LG)          | Neulucken              |                           | 1937 zur LG Lucken                                         |
| Packern (LG)            |                        |                           |                                                            |
| Patilszen (LG)          | Brücken (Ostpr.)       |                           | 1936 bis 1938: Patilschen                                  |
| Plicken (LG)            | Kleinlucken            | Wysselki                  | 1938 zur LG Baringen (ex Bareischkehmen)                   |
| Ribben (LG)             |                        |                           |                                                            |
| Schöckstupönen (LG)     | Pohlau                 | Brigadnoje                |                                                            |
| Szillehnen (LG)         | Lehmau                 |                           | 1936 bis 1938: Schillehnen                                 |
| Wilpischen (LG)         | Wilpen                 | Nagornoje                 |                                                            |

1935 wurden die Landgemeinden in Gemeinden umbenannt. Im Oktober 1944 umfasste der Amtsbezirk Drusken, nun im umbenannten Landkreis Ebenrode, die 13 Gemeinden Baringen, Brücken (Ostpr.), Drusken, Kögsten, Krähenwalde, Lehmau, Lucken, Packern, Parkhof, Pohlau, Rauschendorf (Ostpr.), Ribben und Wilpen.

## Kirche
Drusken gehörte zum evangelischen Kirchspiel Stallupönen.